# Димитар Стоєвський
Димитар Стоєвський (справжнє ім'я Динчо Стоєв Чолаков; 5 травня 1902, Софія, Болгарське князівство – 9 листопада 1981, Софія, Болгарія) – болгарський письменник, драматург і перекладач переважно з творів німецької фантастики. Професією є лікар, фахівець з легеневих захворювань, рентгенолог.

## Початок шляху
Корені Димитара Стоєвського – з Панагюриште. Його батько був слюсарем у технічному відділі Болгарської державної залізниці. Вперше Стоєвський опублікував гумористичні вірші в журналі „Българан“ і віснику „К'во да е“ під псевдо Дин-Чо у п'ятнадцятирічному віці. У 1919 як випускник середньої школи, опублікував у газеті „Сила“ свій переклад на баладу „Двама братя“, із „Книги пісень“ від Генріха Гейне. 
Динчо Чолаков (його справжнє ім'я) отримав медичну освіту в 1927 у Ґраці, захистивши докторську дисертацію і працював за спеціальністю 27 років, до 1954. Він також видав переклади (і медичну літературу), есе, літературні та театральні статті, відгуки – вже під псевдонімом Димитар Стоєвський. У літературно-публічному тижневику „Мисъл“ публікує у своєму перекладі поезію Марії Нойгаузер „Работничка“. Коли у 1934 р. Болгарія відзначила сто сімдесят п'яту річницю від дня народження Фрідріха Шиллера, Димитар переклав і опублікував у редакції академіка в журналі „Българска мисъл“, поему Шиллера „Пісня про дзвін“, яка з'явилася в 1935 році як окрема книга в бібліотеці „Корали“. Він почав перекладати „Фауста“ Й. В. Гете і оприлюднив початок трагедії „Присвята“ в журналі „Българска мисъл“. У 1935 році опублікував п'ять віршів Гете зі своїми коментарями.
Як практикуючого лікаря, Стоєвського приваблює психологія віденського психіатра і письменника художника Артура Шніцлера. В бібліотеці „Съвременни романи“ він переклав його «Пані Беата та її син» (1934). Він також перекладає розповідь Стефана Цвейга «Таємниця вогню» (1934) і його повість «Лепорела» (1935). Це початок серії перекладів, які протягом багатьох років будуть утверджувати Димитара талановитого перекладача творів Цвайга: „Фантастична нощ“ (1939), „Мария Стюарт“ (1940), „Новели“ (1946), „Романът на един живот. Балзак“ (1947) и „Фуше“ (1971).

## Професійний перекладач

### На вільній практиці
1937 року Димитар залишив посаду лікаря-управителя Софійського туберкульозного диспансеру, купив власний рентгенівський апарат і почав приватну практику. 
Першою його великою перекладацькою працею в цей період був роман Гете «Страждання молодого Вертера» (1937), який з'явився у видавництві «Игнатов» з передмовою професора Костянтина Гелебова . Згодом для „ігнатівської“ „Библиотека за всички“ перекладає у 1938 році трагедії Фрідріха Шиллера "Розбійники" і "Вільгельм Тель" (у прозі), а також драму Г. Е. Лессінга "Емілія Галоті". До вісімнадцятої річниці народження Шиллера Димитар також перекладає його громадянську трагедію «Зрада і любов» (1939).
Коли видавництво «Хемус» почало готувати серію «Писань» австрійського поета романтика Франца Грільпаркера , він звернувся до Димитару Стоєвському. Перший (і єдиний) том був опублікований в 1942 році. і містить трагедії в Софосі і Хвилі моря і любові.

### Післявоєнний період
Після 1944 року відбувся новий період творчої діяльності перекладача. Стаєвський став членом Союзу болгарських письменників (1947). На 150-ту річницю народження Генріха Гейне він переклав «Вибрані вірші» (1947) і опублікував у новоствореному видавництві „Български писател“ двотомну «Книгу пісень». 
У 1951 році Стоєвський був призначений лікарем у лікарні «Кръстьо Сарафов» і обіймав цю посаду протягом чотирьох років. Це період, коли його інтерес до театру поновлюється. У Софії в його перекладі грають драму Шиллера "Розбійники" (1952) і "Дон Карлос" (1954). У зв'язку зі святкуванням 150-ї річниці від смерті Фрідріха Шиллера, видавництво «Народна култура» готує його «Вибрані твори» (1955—1956). Перші два томи включають драму "Дон Карлос", "Вільгельм Тель" , "Марія Стюарт" і "Орлеанська Діва" – все це перекладено Димитаром Стоєвським. Він також стає укладачем третього тому "Лірика", для якого перекладає вірші і балади.
Також перекладає «Оду до радості» Фрідріха Шиллера, частину фіналу Дев'ятої симфонії Людвіга ван Бетховена, який стає гімном Європейського Союзу. 
Його останньою і найбільшою роботою по творчості Шиллера є переклад трилогії „Валленштайн“, „Хвиля вальсу“, „Пікколоміні“, "Смерть Валленштайна" (1968), у віршах.

### Проза і драма
Коли Томас Манн помер у 1955, Стоєвський переклав його роман «Будденброки. Занепад однієї родини» (1956), яка була першою презентацією творчості Томаса Манна з 1930-х років. Був опублікований том новел Теодора Шторма під назвою «Озеро Імен» (1958), біографія Ліона Фейхтвангера „Мъдростта на чудака или Смърт и преображение на Жан-Жак Русо“ (1961)» і роман Теодора Фонтане «Ефі Бріст» (1963) – перше знайомство болгарського читача з прозою Фонтане. Стоєвського також особливо цікавить скандинавська література. З німецької мови перекладає том «Вибрані п'єси» (1956) Генріка Ібсена та збірку романів Б'єрнстьєрне Б'єрнсона під назвою «Волосся Авесалома» (1960). Димитар також перекладає том „Новели“ (1964) Томаса Манна.
Значний перекладацький внесок Димитара Стоєвського – відтворення болгарською більшої частини творчості Бертольда Брехта. Ще в 1956 (рік, коли поет помер), його п'єса «Мати мужність і її діти» була поставлена Національним театром Бургаса в перекладі Стоєвського („Майка Кураж и нейните деца“). Далі вийшла перша книга Брехта в Болгарії – „Просяшки роман“ (1959). Щойно створений Державний театр сатири представляє під керівництвом Бояна Дановського «Кар'єру Артуро Уї, яку можна було спинити» (1960). Успіх цієї вистави посилює інтерес до п'єси Брехта та його театральної теорії. У 1961 році Національний театр Софії ставить п'єсу „Матінка Кураж“ з актрисою Ольгою Кірчевою в головній ролі (п'єса виходить як книга у 1966). Старозагорський театр поставив “Видіння Симони Машар”. Цю ж п'єсу було поставлено в наступному році в Національному театрі Варни і на сцені Національної академії театрального мистецтва „Кръстьо Сарафов“. Драму Брехта „Добра людина із Сичуані“ ставлять у там же у 1965 (і видають у вигляді книги в 1970 році). Димитар Стоєвський також перекладає виставу „Життя Галілея“ (1966). З нею і „Матінкою Кураж“ вона входить до тому „Вибрані твори“ (1979) Бертольда Брехта в серії "Світова класика“.

### Класика та модернізм
Літературний досвід і пізнання Д. Стоєвського стали в пригоді при укладанні «Антології німецької поезії» (1966). Для неї він перекладає твори від Вальтера фон дер Фоґельвайде до молодого німецького поета Вернера Бройніга. Принципом відбору, як зазначається в його передмові, був наступний: «Через душу кожного окремого поета бачити душу народу в її глибинах».
Перекладач Стоєвський звертається і до гротескного та багатогранного світу Франца Кафки – він перекладає його оповідання і роман «Процес» (книга датується 1980 р.). Він також звертається до творчості Фрідріха Дюрренматта і перекладає його п'єсу «Фізики», яка в 1965 році ставиться одночасно на сцені трьох театрів (виходить книгою у 1966). Інтерес до сучасної драматургії спонукав Димитара взяти на себе пізній спектакль Герхарта Гауптмана "Перед заходом сонця" (1974). 
У 1974 Димитар Стоєвський став членом-засновником Спілки перекладачів Болгарії.

### Дитяча література
Димитар Стоєвський також перекладає твори для дітей. Опублікував ще на початку свого літературного шляху власну книгу за німецькими народними мотивами „Чудният роман на Кум Лисан“ (1938). Для болгарських дітей він уклав том «Казок» Вільгельма Гауфа (1955) і книгу у віршах Вільгельма Буша „Весели случки“ (1956). Далі була „Вироглавото теле“ (1960) Вільгельма Буша, „Петимата весели другари“ („П'ять веселих товаришів“) (1962) Генріха Струве і його найзначніша робота в цій царині – два томи „Казок“ Братів Грімм (1962–1963). Димитар також перекладає казку Франца Фумана „Брудний Моріц“ (1963).

### Останні роботи
В останнє десятиліття свого життя Д. Стоєвський подарував болгарській культурі ще одну велику роботу з німецького літературного скарбу – драму у віршах Й. В. Гете „Іфігенія в Тавриді“, яку він видав разом з багатьма віршами в томі „Лірика“ , „Проза“ (1971), з серії „Світова класика“.

## Про мистецтво перекладу
В одному зі своїх молодіжних есеїв, з огляду на своє ще незрозуміле майбутнє, Димитар Стоєвський вигукує: „У мене буде тільки одне бажання, одне прохання: наш вічний супутнику, Демоне Часу, перетвори останню сторінку мого життя на той момент, в якому в моїх очах розплавиться остання лінія останньої гарної книги.“ 
Про мистецтвом літературного перекладача Стоєвський говорить наступне: „Для нас, якщо залишити осторонь безперечні вимоги базових знань двох мов, талант, творчу індивідуальність і т. ін., є не менш важливим творче поривання до перекладацької роботи і творча радість від неї.“ 
Свою концепцію таїнства перекладацького акту Димитар Стоєвський висловлює у своїй записці про роботу над твором Брехта „Матінка Кураж“: " Вірші не перекладаються, а перетворюються; відтворюється не буквальний текст, а думка, почуття, образ." 
Стоєвський підкреслив у своїй статті „По няколко повода“ („На декількох підставах“ ): "... не всі, хто володіє - навіть прекрасно – іноземною мовою, підходить для професії перекладача (це, звичайно, справа художньої літератури, художня лірика, поезія, драма). Бо, окрім деяких необхідних якостей, суттєвою необхідністю для його роботи є дар; і цей дар повинен включати свого роду творчу лінгвістичну інтуїцію..." 

## Вчитель перекладачів
До іноземного тексту Димитар Стоєвський підходить як диригент до музичного твору. Він читає його індивідуально, відкриває свої погляди, особисті прагнення і надії, зрештою "насвистує" твір як вияв власної сутності. Саме завдяки цьому, начебто, егоїзму, його переклад рідкісний, гламурний, що робить його більш вірним, ближчим до оригіналу, ніж сухий, скрупульозний, позбавлений польоту, філологічний "переклад".
Книжкова робота Димитра Стоєвського вимірюється за допомогою притаманної йому міри. Треба було мати багато мужності і впевненості в собі для перекладу таких гігантів, як Гете, Шиллер і Гейне, Лессінг, Ґрільпарцер і Теодор Шторм, Томас Манн, Гауптман і Фейхтвангер, Бертольд Брехт, Стефан Цвейг і Франц Кафка. Крім того, Стоєвський перекладає на болгарську твори Ібсена, Мольє, Лопе де Вега. Переклад – це для нього скарб, він має справу з великими, значними речами, які відповідають його великому мисленню. Не усвідомлюючи цього, він стає моделлю, міфом для молодших перекладачів. Від нього вони засвоїли майстерність художньої реінкарнації, а також захоплення болгарською мовою як живою істотою з потужним і загадковим диханням. Таким чином, майстер-перекладач Димитар Стоєвський став вчителем перекладачів.

## Особиста творчість

### Драми у віршах
- „Залез над Струма“ ("Захід над Струмою")(1962), поставлена на сцені під назвою „Кракра Пернишки[bg]“.

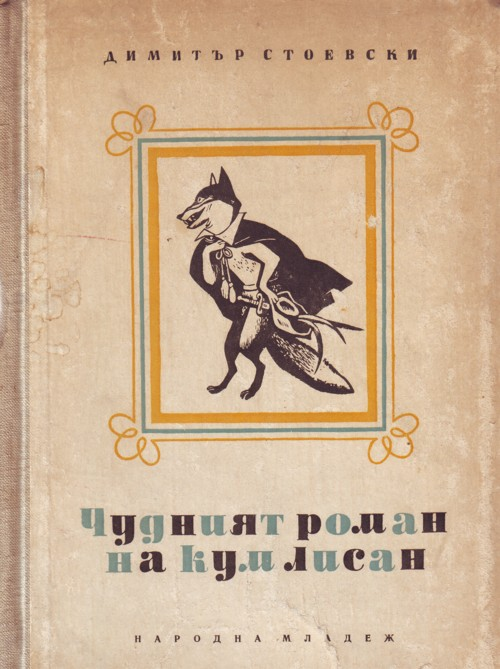
"Чудният роман на
Кум Лисан“ (1938, 1956)

П'єса виграла конкурс на болгарської історичної драми у 1962 – 1963 рр. Роль молодого Кракра грав актор Петар Гюров . Критики говорять, що п'єса написана надзвичайно жвавою і здоровою мовою. Вона в основному розповідає про любов до батьківщини, зраду, чистоту людських стосунків, любові та дружби.   Драма також була представлена в Болгарському телевізійному театрі у 1970 і 1972 роках.
- „Напаст изконна“ (1981), поставлена у Болгарському телевізійному театрі.
- „Иванко“ , історична драма, неопублікована.

### Роботи для дітей
- „Чудният роман на Кум Лисан“ (1938, 1956) [8] Твір сподобався академіку Михайлу Арнаудову [9]
- „Веселите футболисти“, віршована казка– ілюстрована художником Вадимом Лазаркевичем " (1956, 1958, 1972, 1980) [10] , а також в „Картинен свят“ (1982, 1984) [11], а (у видавництві Bi Art вийшла в 1992).

## Нагороди та нагороди

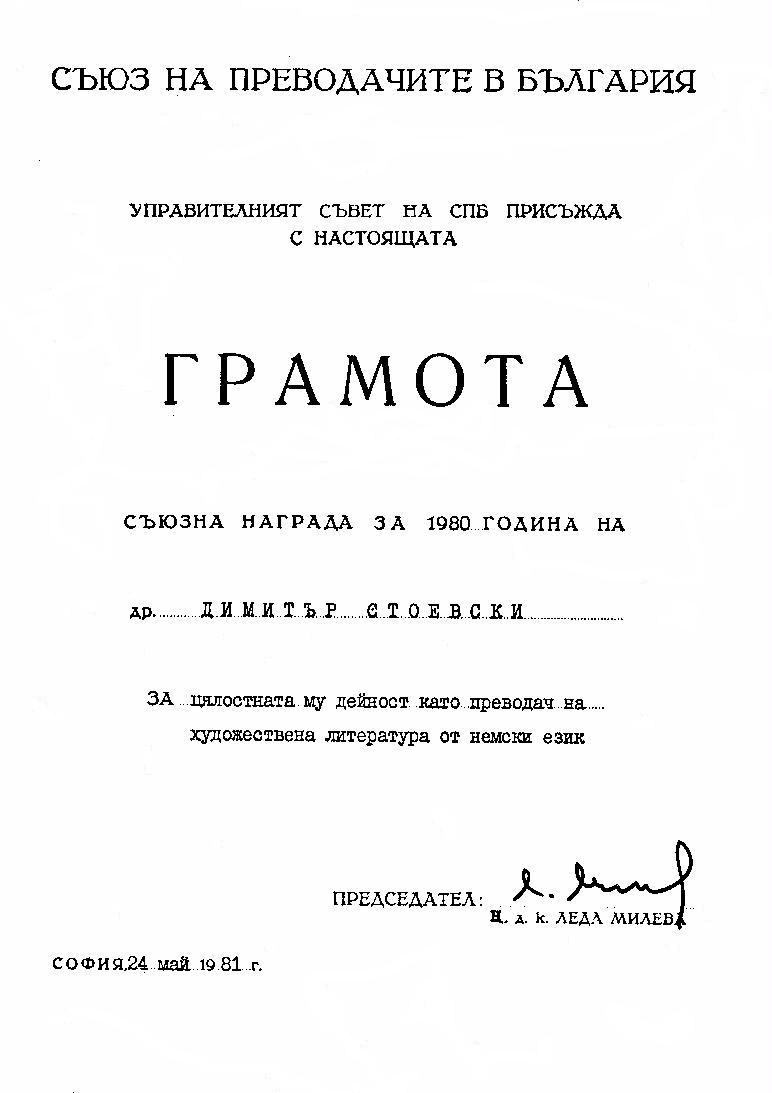
Диплом Cпілки перекладачів болгарії (1981)

- 1978: " Перший орден Кирила і Мефодія", "за значний внесок у розвиток культури, мистецтва, освіти і науки та 75-річчя"
- 1981: Нагорода Спілки перекладачів Болгарії, 1980 р. "За перекладацьку діяльність у царині німецькомовної фантастики".
- 1981: Звання заслуженого діяча культури.

## Вибрана бібліографія перекладів
- Артур Шницлер, Госпожа Беата и нейният син. „Съвременни романи“, 1934
- Стефан Цвайг, Огнена тайна. „Ив. Коюмджиев“, 1934
- Стефан Цвайг, Лепорела. „Съвременни романи“, 1935
- Фридрих Шилер, Песен за камбаната. „Корали“, 1935, 1937
- Йохан Волфганг Гьоте, Страданията на младия Вертер. „Игнатов“, 1937, 1940
- Фридрих Шилер, Разбойници. „Игнатов“, 1938, 1941, 1947 – в проза
- Фридрих Шилер, Вилхелм Тел. „Игнатов“, 1938, 1940 – в проза
- Готхолд Ефраим Лесинг, Емилия Галоти. „Игнатов“, 1938
- Фридрих Шилер, Коварство и любов. Гражданска трагедия. „Игнатов“, 1939
- Стефан Цвайг, Фантастична нощ. „Сл. Атанасов“, 1939
- Стефан Цвайг, Мария Стюарт. „Сл. Атанасов“, 1940, 1941, 1948
- Фридрих Шилер, Съчинения, Т. 1 Драми (Разбойници). „Хемус“, 1941
- Франц Грилпарцер, Сафо, Вълните на морето и на любовта. „Хемус“, 1942
- Фридрих Шилер, Съчинения, Т. 2 (Коварство и любов, Дон Карлос). „Хемус“, 1943
- Паул Бург, Шилер (роман). „Сл. Атанасов“, 1943
- Стефан Цвайг, Новели. „Хемус“, 1946
- Фридрих Шилер, Драми. Пълно събрание, Т. IX (Вилхелм Тел – в стихове). „Хемус“, 1946, 1947
- Фридрих Шилер, Драми. Пълно събрание, Т. I (Разбойници). „Хемус“, 1947
- Хайнрих Хайне, Избрани стихотворения. „Хемус“, 1947
- Стефан Цвайг, Романът на един живот. Балзак. „Хемус“, 1947
- Хайнрих Хайне, Книга на песните. „Български писател“, 1948
- Бернхард Келерман, Мъртвешки танц. „Изд. на БКП“, 1950, 1980
- Юрий Брезан, Жито расте по синурите. „Народна култура“, 1953
- Юрий Брезан, 52 седмици правят една година. „Народна култура“, 1954
- Жан-Батист Молиер, Сганарел. „Театрална самодейност“, 1955, 1957

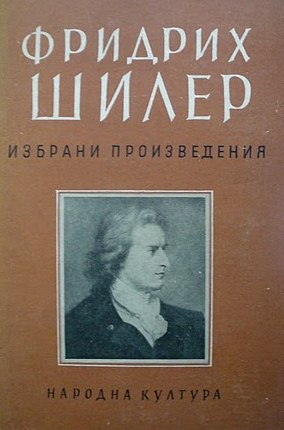
Фрідріх Шиллер. Переклад Димитара Стоєвського (1955)

- Вилхелм Хауф, Приказки. „Народна младеж“, 1955, 1966
- Фридрих Шилер, Избрани произведения, Т. I Драми (Дон Карлос, Вилхелм Тел – в стихове). „Народна култура“, 1955
- Фридрих Шилер, Избрани произведения, Т. II Драми (Мария Стюарт, Орлеанската дева – в стихове). „Народна култура“, 1955
- Фридрих Шилер, Избрани произведения, Т. III Лирика (стихотворения и балади). „Народна култура“, 1956
- Томас Ман, Буденброкови. Упадък на едно семейство. „Народна култура“, 1956, 1980
- Хенрик Ибсен, Избрани пиеси (Подпори на обществото, Куклен дом, Призраци, Народен враг). „Народна култура“, 1956
- Вилхелм Буш, Весели случки – в стихове. „Народна млдеж“, 1956, 1960, 1968, 1977
- Хайнрих Хайне, Избрани произведения в 3 тома, Т. 3 Лирика. „Народна култура“, 1957
- Теодор Щорм, Именското езеро (новели). „Народна култура“, 1958, 1977
- Стефан Цвайг, Мария Стюарт. „Народна култура“, 1957
- Фридрих Шилер, Ода на Радостта, в-к „Литературен фронт“, 5 ноември 1959
- Бертолт Брехт, Просяшки роман. „Народна култура“, 1959
- Бьорнстерне Бьорнсон, Косите на Авесалом (новели). „Народна култура“, 1960
- Бертолт Брехт, Виденията на Симона Машар. „Министерство на просветата и културата“, 1960
- Стефан Цвайг, Романът на един живот. Балзак. „Народна култура“, 1960
- Вилхелм Буш, Вироглавото теле. „Народна младеж“, 1960
- Лион Фойхтвангер, Мъдростта на чудака или Смърт и преображение на Жан-Жак Русо. „Народна култура“, 1961
- Хайнрих Щруб, Петимата весели другари, „Народна култура“, 1962
- Братя Грим, Приказки, Т. 1. „Народна младеж“, 1962, 1967
- Братя Грим, Приказки, Т. 2. „Народна младеж“, 1963, 1967
- Теодор Фонтане, Ефи Брист. „Народна култура“, 1963, 1982
- Франц Фюман, Мръсният Мориц. „Народна култура“, 1963
- Стефан Цвайг, Новели. „Народна култура“, 1963, 1977
- Фридрих Шилер, Вилхелм Тел. „Народна култура“, 1964, 1965, 1966
- Томас Ман, Новели. „Народна култура“, 1964
- Бертолт Брехт, Майка Кураж и нейните деца. Хроника от 30-годишната война. „Народна култура“, 1965
- Бертолт Брехт, Животът на Галилей. „Народна култура“, 1966
- Фридрих Дюренмат, Физици. „Народна младеж“, 1966
- Антология на немската поезия (съст.) „Народна култура“, 1966
- Лоренц Мак, Йов и плъховете. „Народна култура“, 1967
- Фридрих Шилер, Валенщайн (трилогия). „Народна култура“, 1968
- Бертолт Брехт, Добрият човек от Сечуан. „Народна култура“, 1970
- Йохан Волфганг Гьоте, Лирика, драма, проза (стихотворения, Ифигения в Таврида). „Народна култура“, 1971
- Стефан Цвайг, Фуше. „Народна култура“, 1971, 1980
- Готфрид Келер, Хората от Зелдвила. „Народна култура“, 1972
- Хайнрих Хайне, Пътни картини (Пътуване по Харц, Северно море, Идеи). „Народна младеж“, 1972
- Герхарт Хауптман, Пред залез слънце. „Народна култура“, 1974
- Лоренц Мак, Посев в морето. „Народна култура“, 1975
- Вилхелм Буш, Макс и Мориц. „Отечество“, 1976
- Йохан Волфганг Гьоте, Поезия и истина. „Народна култура“, 1976
- Фридрих Шилер, Вилхелм Тел. „Отечество“, 1977
- Теодор Щорм, Новели. „Народна култура“, 1977
- Томас Ман, Тонио Крьогер. „Народна култура“, 1978
- Бертолт Брехт, Избрани творби(Животът на Галилей, Майка Кураж и нейните деца). „Народна култура“, 1979
- Вилхелм Хауф, Приказки. „Отечество“, 1979
- Франц Кафка, Процесът. „Народна култура“, 1980
- Йохан Волфганг Гьоте, Избрани произведения в 8 тома, Т. 1 Лирика. „Народна култура“, 1980
- Йохан Волфганг Гьоте, Избрани произведения в 8 тома, Т. 2 Драми (Ифигения в Таврида). „Народна култура“, 1980
- Ингеборг Бахман, Трите пътя към езерото (новелата Вилдермут). „Христо Г. Данов“, 1981
- Хайнрих Хайне, Избрани творби (стихотворения, Пътни картини). „Народна култура“, 1981
- Франц Фюман, Прометей или Битката на титаните. „Отечество“, 1982
- Томас Ман, Смърт във Венеция. „Колибри“, 2006

### Театральні постановки
- 1942/43: Фридрих Шилер, Коварство и любов. „Народен театър“, София
- 1942/43: Франц Грилпарцер, Вълните на морето и на любовта. „Народен театър“, София
- 1942/43: Херман Бар, Концерт. „Народен театър“, София
- 1942/43: Готхолд Ефраим Лесинг, Емилия Галоти. „Народен театър“, Русе
- 1943/44: Фридрих Шилер, Орлеанската дева. „Народен театър“, София
- 1943/44: Франц Грилпарцер, Сафо. „Народен театър“, Бургас
- 1952/53: Фридрих Шилер, Разбойници. „Театър на народната армия“, София
- 1954/55: Фридрих Шилер, Дон Карлос. „Народен театър“, София
- 1954/55: Жан-Батист Молиер, Сганарел. ВИТИЗ „Кръстьо Сарафов“, София
- 1955/56: Фридрих Шилер, Дон Карлос. „Народен театър“, Русе
- 1956/57: Бертолт Брехт, Майка Кураж и нейните деца. „Народен театър“, Бургас
- 1957/58: Лопе де Вега, Девойка с кърчаг. ВИТИЗ „Кръстьо Сарафов“, София
- 1958/59: Фридрих Шилер, Мария Стюарт. „Народен театър за младежта“, София
- 1960/61: Бертолт Брехт, Удържимият възход на Артуро Хи. „Държавен сатиричен театър“, София
- 1960/61: Хенрик Ибсен, Призраци. „Народен театър“, София
- 1960/61: Жан-Батист Молиер, Учени жени. ВИТИЗ „Кръстьо Сарафов“, София
- 1961/62: Бертолт Брехт, Майка Кураж и нейните деца. „Народен театър“, София
- 1961/62: Бертолт Брехт, Виденията на Симона Машар. „Драматичен театър“, Стара Загора
- 1962/63: Бертолт Брехт, Виденията на Симона Машар. ВИТИЗ „Кръстьо Сарафов“, София
- 1962/63: Бертолт Брехт, Виденията на Симона Машар. „Народен театър“, Варна
- 1965/66: Фридрих Дюренмат, Физици. „Театър на народната армия“, София
- 1965/66: Фридрих Дюренмат, Физици. „Народен театър“, Бургас
- 1965/66: Фридрих Дюренмат, Физици. „Драматичен театър“, Шумен
- 1965/66: Бертолт Брехт, Добрият човек от Сечуан. ВИТИЗ „Кръстьо Сарафов“, София
- 1969/70: Фридрих Шилер, Мария Стюарт. „Народен театър“, София
- 1970/70: Хенрик Ибсен, Хеда Габлер. „Народен театър“, София
- 1972/73: Йохан Волфганг Гьоте, Ифигения в Таврида. „Театър 199“, София
- 1973/74: Жан-Батист Молиер, Сганарел. „Народен театър“, Габрово
- 1978/79: Герхарт Хауптман, Пред залез слънце. Театър „Сълза и смях“, София

### Письменники в перекладі Димитара Стоєвського
| - Франц Адам Байерлейн - Герман Барр - Інгберг Бахман - Йоганнес Р. Беккер - Іван Блох - Ганс Фрідріх Блінк - Вілла Bredeel - Юрій Брежан - Бертольт Брехт - Вернер Бреніг - Paul Burg - Вільгельм Буш - Елен Болау - Bjornsnerne Bjordson - Вальтер фон дер Фогельвайд - Лопе де Вега - Георг Веєрт - Вальтер Вернер - Пол Вінс - Annie Vote - Франц Грілпаркер - Вільгельм Грімм - Макіяж Якова - Стефан Гроссман - Йоганн Вольфганг Гете - Фрідріх Дюрренмат - Адольф Ендлер - Ганс Сакс | - Уго Зельгейм - Герман Цукерман - Генрік Ібсен - Едуард фон Кайзерлінг - Хайнц Калау - Ганс Каросса - Франц Кафка - Готфрід Келлер - Бернхард Келлерман - Еріх Кестнер - Генріх фон Клейст - Hans Land - Ніколаус Ленау - Еріх Ленхардт - Готолд Ефрем Лессінг - Ганс Лорбер - Мартін Лютер - Лоренц Мак - Томас Манн - Хендрік де Манн - Марк Твен - Карін Майклс - Жан-Батіст Мольє - Вільгельм Мюллер - Novalis - Марія Нойгаузер - Пісня про nibelongs | - Райнер Марія Рілке - Фред Родріхан - Габріела Райтер - Жорж Тодюз - Lyon Feichtwanger - Теодор Фонтане - Франц Фууман - Генріх Гейне - Отфрід фон Хантштейн - Герхард Гауптман - Вільгельм Хауфф - Фрідріх Хебель - Георг Гервег - Катерина Голландія - Ricarda Huh - Фрідріх Гельдерлін - Арнольд Цвайг - Стефан Цвейг - Макс Циммеринг - Адельберт фон Шаміссо - Фрідріх Шиллер - Артур Шнітцлер - Theodore Storm - Рудольф Страц - Генріх Страуб - Йозеф В. Джанкер |

## Зовнішні посилання
- От и за Димитър Стоевски в Своден каталог НАБИС – национален каталог на академичните библиотеки в България [Архівовано 26 лютого 2019 у Wayback Machine.]
- Венцеслав Константинов, „Слово за Димитър Стоевски“ [Архівовано 1 липня 2013 у Archive.is], в-к „Народна култура“, бр. 47, 1981
- Венцеслав Константинов, „Между пощенския гълъб и Прометей“ [Архівовано 1 липня 2013 у Archive.is], сп. „Панорама“, кн. 2, 1984
- Савка Чолакова, 110 години от рождението на големия преводач Димитър Стоевски: Преводът е като дирижиране на партитура, не може да го прави всеки [Архівовано 26 лютого 2019 у Wayback Machine.], БЛИЦ, 14 юни 2012